# Opinia względem polityki europejskiej
Opinia względem polityki europejskiej – nota Cypriana Kamila Norwida z 1863 na temat polityki europejskiej w początkowych miesiącach powstania styczniowego, posłana generałowi Ludwikowi Mierosławskiemu.

## O utworze
Pobudką powstania tego tekstu, napisanego na użytek generała Ludwika Mierosławskiego, był list cesarza Napoleona III wysłany 20 lutego 1863 do ambasadora francuskiego w Petersburgu, a w rzeczywistości przeznaczony dla cara Aleksandra II. List nie został opublikowany, wiadomość o nim przedostała się jednak do wiadomości publicznej, budząc rozmaite nadzieje polityczne wśród Polaków. W istocie list zawierał jedynie apel o łagodne traktowanie Polaków i o zapewnienie im wszelkich praw zagwarantowanych postanowieniami traktatów wiedeńskich z 1815.

## Treść
Norwid przekazuje pogłoskę, o której szepcze się od dwóch miesięcy, jakoby cesarz francuski wyraził zgodę na stworzenie autonomii polskiej pod władzą młodszego brata Aleksandra II. Może powstała ona z sympatii pomiędzy Francją a Polską, nie potwierdzoną dotąd przez gabinet rządzący, dość że wywołuje silne reakcje. Przyczyną nieporozumienia jest fakt, że młody książę Konstanty, aczkolwiek pełen dobrych chęci jest dopiero w trakcie uczenia się i w konsekwencji zawsze jest spóźniony w stosunku do faktów. Jest to proces każdego prywatnie się kształcącego, ale nie można w ten sposób rządzić. Pewnym jest, żeː
1. Skoro się zajmiemy kwestią włościańską – zajmą się nią.
2. Skoro wielki obywatel, wezwany do Petersburga, wyjaśni czym jest charakter patrioty – zastanowią się nad tym.
3. Skoro zamkną obywatelską instytucję[a], a lud przeciw temu wystąpi – nauczą się pojmować, że lud jest coś.
4. Skoro zaczną strzelać do bezbronnych[b], a ci się modlić będą – wtedy odgadną że człowiek jest rzecz święta.
5. Kiedy porywać zaczną ludzi po domach[c], a ludzie szlachetni staną w ich obronie – wtedy nauczą się szanować obywatela.

W ten sposób w dwa lata rzezi książę dopełni swego kształcenia. Europa uzna nas za burzycieli, bo alfabet wiedzy stanu musimy pisać krwią. Jak więc uwierzyć, że cesarz jako człowiek i historyk tak przeciw-historycznie postąpił.